# Danh sách vũ khí
Danh sách vũ khí là danh sách liệt kê các loại vũ khí đã được sử dụng.

## Danh sách vũ khí theo các thời kỳ xung đột
- Danh sách vũ khí thời cổ
- Danh sách vũ khí thời trung cổ
- Danh sách vũ khí hiện đại
- Danh sách vũ khí trong Thế chiến I
- Danh sách vũ khí trong chiến tranh thế giới lần 2
- Các loại vũ khí trong chiến tranh Việt Nam

## Danh sách vũ khí theo kiểu
- Danh sách vũ khí máy bay
- Danh sách vũ khí chống máy bay
- Danh sách pháo
- List of martial arts weapons
- List of Mêlée weapons
- Danh sách các tên lửa
- Danh sách rốc két
- Danh sách vũ khí hạt nhân
- Danh sách ngư lôi

## Danh sách vũ khí theo nước
- Danh sách pháo binh theo nước
- Danh sách vũ khí cá nhân của lực lượng vũ trang Hoa Kỳ
- Danh sách vũ khí theo đội của lực lượng vũ trang Hoa Kỳ
- Danh sách vũ khí Hải quân Hoa Kỳ

## Danh sách vũ khí theo tên
- Danh sách các tên lửa
- Danh sách máy bay
- Danh sách xe tăng
- Danh sách đạn
- Danh sách xe bọc thép
- Danh sách đạn súng ngắn
- Danh sách đạn súng trường